# ISO 14644
Die ISO 14644 ist eine Normreihe für Reinräume und zugehörige Reinraumbereiche. Die Teile 1 und 2 der Norm lösten den alten US Federal Standard 209E ab. Dieser ist in den Jahren zuvor zum Ermitteln einer Reinraumklassifikation verwendet worden. Aus diesem Grund baut die Europäische Norm EN ISO 14644 auf ihm auf, und die Reinraumklassifikationen sind mit denen des Federal Standard vergleichbar.
In Deutschland ist die Norm als DIN-Norm DIN EN ISO 14644 veröffentlicht.

## Inhalt und Teile
Die Norm behandelt als Thema Reinräume für den Halbleiterbereich (Schutz des Produktes vor dem Menschen und Umweltbedingungen), sowie für Biologische Gefahrenstoffe (Schutz des Menschen und der Umwelt vor dem Produkt), ist aber auch für die Pharmaindustrie verbindlich, da Parenteralia (Injektions-Arzneimittel) ebenso unter strengen Reinraumbedingungen produziert werden müssen.
Liste der Teile der Norm:
| Teil    | Titel | Veröffentlichungsdatum |
| ------- | --- | ---------------------- |
| Teil 1  | Klassifizierung der Luftreinheit anhand der Partikelkonzentration                                                                       | 2015-12                |
| Teil 2  | Überwachung zum Nachweis der Reinraumleistung bezüglich Luftreinheit anhand der Partikelkonzentration                                   | 2015-12                |
| Teil 3  | Prüfverfahren | 2020-06                |
| Teil 4  | Planung, Ausführung und Erst-Inbetriebnahme                                                                                             | 2001-04                |
| Teil 5  | Betrieb | 2004-08                |
| Teil 6  | Begriffe (2014-04-23 von der ISO zurückgezogen)                                                                                         | 2007-07                |
| Teil 7  | SD-Module (Reinlufthauben, Handschuhboxen, Isolatoren und Minienvironments)                                                             | 2004-10                |
| Teil 8  | Klassifikation luftgetragener molekularer Kontamination                                                                                 | 2013-02                |
| Teil 9  | Klassifizierung der partikulären Oberflächenreinheit                                                                                    | 2012-08                |
| Teil 10 | Klassifizierung der chemischen Oberflächenreinheit                                                                                      | 2013-03                |
| Teil 12 | Spezifikationen für die Überwachung der Luftreinheit anhand der Nanopartikelkonzentration                                               | 2018-08                |
| Teil 13 | Reinigung von Oberflächen zur Erreichung definierter Reinheitsgrade hinsichtlich Partikel- und Chemikalienklassifikationen              | 2017-06                |
| Teil 14 | Bewertung der Reinraumtauglichkeit von Geräten durch Partikelkonzentration in der Luft                                                  | 2016-09                |
| Teil 15 | Bewertung der Reinraumtauglichkeit von Ausrüstungsgegenständen und Materialien anhand der chemischen Luft- und Oberflächenkonzentration | 2017-10                |
| Teil 16 | Energieeffizienz von Reinräumen und Reinluftgeräten                                                                                     | 2019-05                |
| Teil 17 | Anwendungen zur Partikelabscheidungsrate                                                                                                | 2021-02                |
| Teil 18 | Bewertung der Reinraumtauglichkeit von Verbrauchsgegenständen                                                                           | 2023-10                |

## Reinraumklassen
|        | Partikel je m3; | Partikel je m3; | Partikel je m3; | Partikel je m3; | Partikel je m3; | Partikel je m3; |
| Klasse | 0,1 µm          | 0,2 µm          | 0,3 µm          | 0,5 µm          | 1,0 µm          | 5,0 µm          |
| ------ | --------------- | --------------- | --------------- | --------------- | --------------- | --------------- |
| ISO 1  | 10              | [ 1 ]           |                 |                 |                 |                 |
| ISO 2  | 100             | 24              | 10              | [ 1 ]           |                 |                 |
| ISO 3  | 1.000           | 237             | 102             | 35              | [ 1 ]           |                 |
| ISO 4  | 10.000          | 2.370           | 1.020           | 352             | 83              |                 |
| ISO 5  | 100.000         | 23.700          | 10.200          | 3.520           | 832             | [ 1 ]           |
| ISO 6  | 1.000.000       | 237.000         | 102.000         | 35.200          | 8.320           | 293             |
| ISO 7  |                 |                 |                 | 352.000         | 83.200          | 2.930           |
| ISO 8  |                 |                 |                 | 3.520.000       | 832.000         | 29.300          |
| ISO 9  |                 |                 |                 | 35.200.000      | 8.320.000       | 293.000         |

|                                                                            | Partikel je ft³ | Partikel je ft³ | Partikel je ft³ | Partikel je ft³ | Partikel je ft³ | Partikel je ft³ |
| Klasse                                                                     | 0,1 µm          | 0,2 µm          | 0,3 µm          | 0,5 µm          | 5,0 µm          |                 |
| -------------------------------------------------------------------------- | --------------- | --------------- | --------------- | --------------- | --------------- | --------------- |
|                                                                            |                 |                 |                 |                 |                 |                 |
|                                                                            |                 |                 |                 |                 |                 |                 |
| 1                                                                          | 1.236           | 247             | 106             | 35              |                 |                 |
| 10                                                                         | 12.360          | 2.649           | 1.059           | 353             |                 |                 |
| 100                                                                        |                 | 26.486          | 10.594          | 3.531           |                 |                 |
| 1.000                                                                      |                 |                 |                 | 35.315          | 247             |                 |
| 10.000                                                                     |                 |                 |                 | 353.147         | 2.472           |                 |
| 100.000                                                                    |                 |                 |                 | 3.531.470       | 24.720          |                 |
|                                                                            |                 |                 |                 |                 |                 |                 |
| Hinweis: US FED STD 209E ist seit dem 29. November 2001 nicht mehr gültig. |                 |                 |                 |                 |                 |                 |

## Messvorschriften
Mit der Überarbeitung der Norm im Dezember 2015 wurden ebenfalls die Messvorschriften (Messbedingungen) überarbeitet:
1. Die Bestimmung der Anzahl der Messpunkte pro Raum wurde neu definiert. Zuvor als Wurzel aus der Fläche als Mindestanzahl von Messungen definiert, wird in der Version vom Dezember 2015 eine Mindestanzahl von Messpunkten je Fläche über eine Tabelle vorgegeben.
2. Gleichzeitig fiel der statistische Vertrauensbereich weg; stattdessen soll jeder Messpunkt einzeln betrachtet werden: wenn der Mittelwert eines jeden Messpunktes unter den Grenzwerten liegt, so erfüllt der vermessene Raum die Anforderungen.
3. Bei der Probenentnahme sollte die Schlauchlänge zwischen Messgerät und Punkt der Probenentnahme kürzer als einen Meter sein.